# L'Heure du crime (téléfilm)
Pour les articles homonymes, voir L'Heure du crime.
L'Heure du crime (Time of Death) est un téléfilm canadien réalisé par Frédérik D'Amours, et diffusé sur The Movie Network, aux États-Unis le 19 juillet 2013 sur Lifetime Movie Network et en France le 4 novembre 2013 sur M6 et au Québec à Super Écran.

## Fiche technique
- Titre original : Time of Death
- Réalisation : Frédérik D'Amours
- Scénario : Tom Gates
- Musique : Marc Ouellette et Claude Castonguay
- Durée : 90 minutes
- Pays : Canada

## Distribution
- Kathleen Robertson (VF : Valérie Siclay ; VQ : Aline Pinsonneault) : Jordan Price
- Gianpaolo Venuta (en) (VF : Alexandre Gillet ; VQ : Nicolas Charbonneaux-Collombet) : Elliot Larken
- Sarah Power (VF : Adeline Moreau ; VQ : Ariane-Li Simard-Côté) : Megan Welles
- Link Baker (VF : Éric Aubrahn ; VQ : Thiéry Dubé) : Miles Hayden
- Daniel Fathers (en) (VF : Éric Marchal ; VQ : Pierre Auger) : Capitaine Vaughn
- Dean Armstrong (en) (VQ : Martin Desgagné) : Vincent Delucas
- Christian Campbell (VF : Mathias Kozlowski ; VQ : Hugolin Chevrette-Landesque) : Nathan Loring
- Jonas Chernick (en) (VF : Laurent Mantel ; VQ : Philippe Martin) : Perry Collins
- Terry Chen (VQ : Antoine Durand) : Stephen Choi
- Nigel Bennett (VQ : Jean-Marie Moncelet) : Robert Loring
- Marie-Noé Charbonneau : Megan jeune
- John-Alan Slachta : Nathan jeune
- Ezra Fama de Smith : Vincent jeune

Source et légende : Version québécoise (VQ) sur Doublage Québec et Version française (VF) selon le carton de doublage.